# الجماز البصري
أبو عبد الله محمد بن عمرو بن عطاء بن يسار البصري يعرف عمومًا بـابن الجمّاز (؟ - 869) شاعر عراقي. كان رجلًا من موالي قريش، من ساكني البصرة، وكان شاعرًا مفلقًا مطبوعًا ماجنًا. وهو ابن أخي سلم الخاسر. ومن تلامذة أبي عبيدة. اشتهر بالهجاء وعرف أبا نواس وله أخبار كثيرة عن حياته الجنسية واللهوية في الوافي بالوفيات ويعد من أعلام الظرفاء في العصر العباسي. قال عنه السمعاني «كان خبيث اللسان حسن النادرة، وكان أكبر من أبي نواس». والجماز لقبه لأنه كان يركب الجمازة وهي من آلات المحامل. 

## شعره
```
من شعره قوله:
```

وفي الحسين بن الضحاك وأبي جعفر أخيه:
وله في جفاءٍ كان من جعفر بن القاسم قوله: